# Świat to za mało

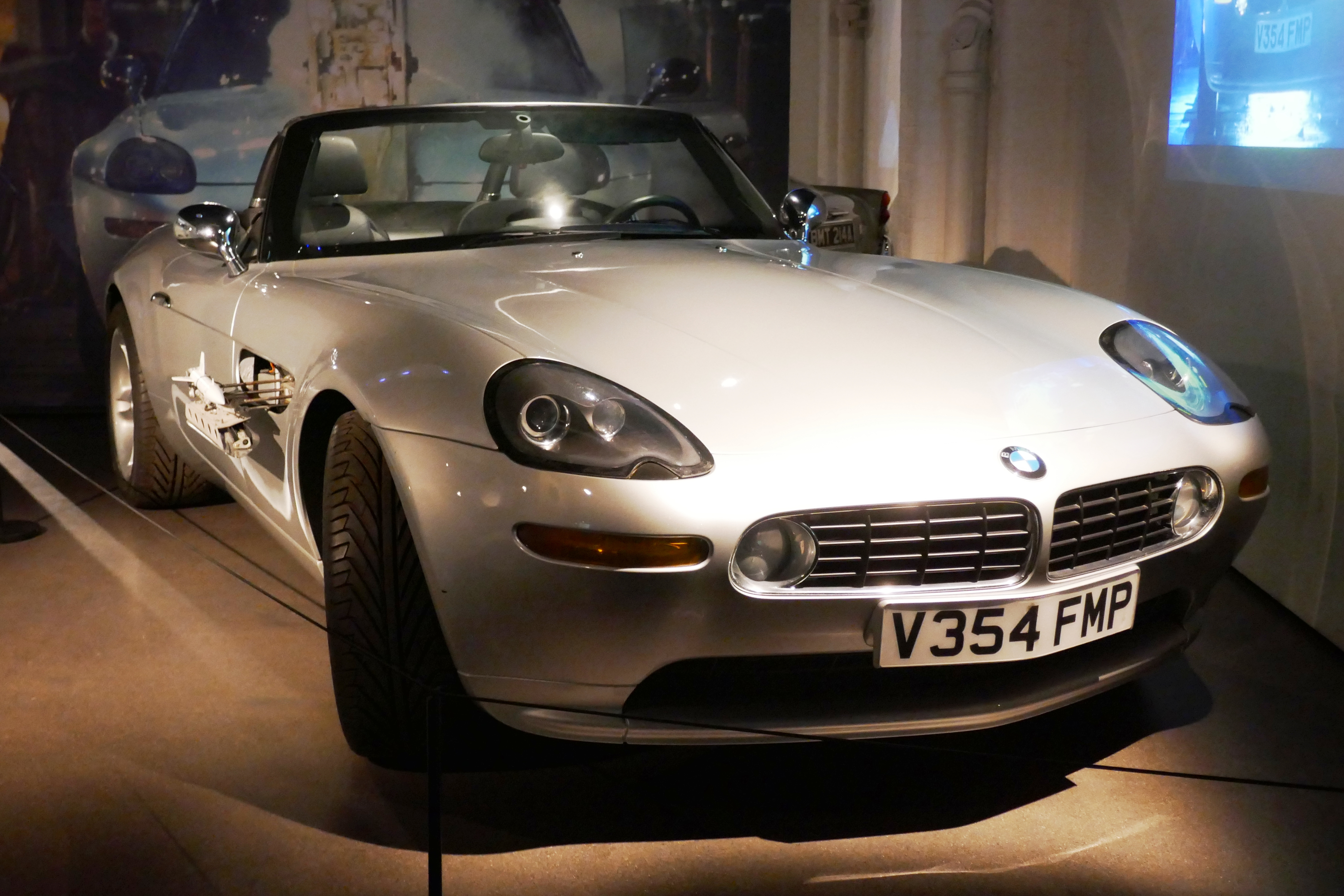
BMW Z8 - samochód Bonda w filmie

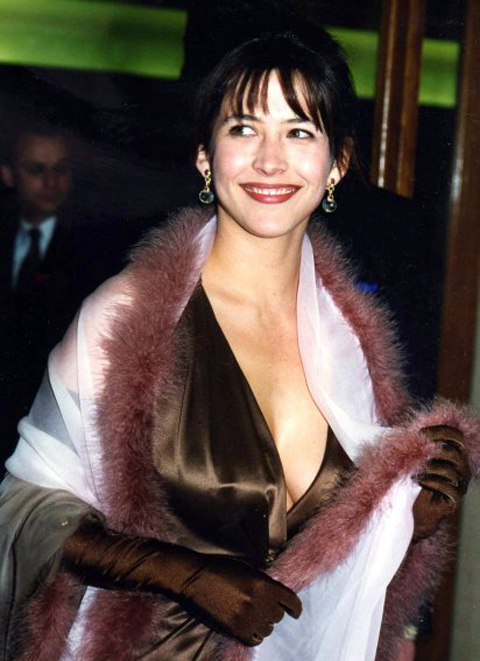
Sophie Marceau (1996)

Świat to za mało – dziewiętnasty film wytwórni EON Productions o przygodach agenta Jej Królewskiej Mości, Jamesa Bonda w reżyserii Michaela Apteda. Tym razem agent 007 walczy z parą kochanków – spadkobierczynią imperium naftowego, Elektrą King i terrorystą Viktorem Zokasem.
Po raz trzeci w agenta Jamesa Bonda wciela się irlandzki aktor Pierce Brosnan. Ostatni film z udziałem Desmonda Llewelyna w roli Q. Aktor wcielał się w tę rolę 17 razy.

## Fabuła
James Bond ma ustalić, kto zabił sir Roberta Kinga, właściciela szybów naftowych i strategicznych linii przesyłu surowców. Agent 007 musi ochraniać jego córkę, Elektrę, spadkobierczynię King Enterprises. Tymczasem do akcji wkracza terrorysta Renard, który planuje zniszczenie rurociągów oraz przejęcie bomby neutronowej i ładunku plutonu. Bond dociera jego tropem do Turcji. Okazuje się, że Renard ukrył bombę we wnętrzu rurociągu. James zaczyna się domyślać, kto jest mocodawcą Renarda.

## Obsada
- Pierce Brosnan – James Bond
- Sophie Marceau – Elektra King
- Robert Carlyle – Renard
- Denise Richards – dr Christmas Jones
- Robbie Coltrane – Valentin Żukowski
- Michael Kitchen – Bill Tanner
- Desmond Llewelyn – „Q"
- John Cleese – „R"
- Judi Dench – „M"
- Samantha Bond – Panna Moneypenny
- Goldie – Bullion
- Maria Grazia Cucinotta - Giulietta da Vinci

## Produkcja
11 stycznia 1999 roku padł pierwszy klaps na planie. Pierwszym miejscem w którym pracowała ekipa było studio Pinewood, do którego realizatorzy filmów o Bondzie powrócili po 10 latach przerwy. Na początku kręcono scenę zamachu i chaosu w kwaterze MI-6, następnie sceny rozgrywające się w szkockiej centrali agencji. W dalszej kolejności przystąpiono do realizacji scen we wnętrzu łodzi Renarda w Pinewood. Tam również nakręcono wnętrza ośrodka atomowego w Kazachstanie. Na terenie studia nakręcono też niektóre ujęcia po wybuchu rurociągu. Scena w której Bond ucieka przed podmuchem ognia po wybuchu w podziemnym bunkrze, została nakręcona osobiście z udziałem Pierce'a Brosnana, pomimo że wcześniej nakręcono tę scenę z udziałem kaskadera. Brosnan nalegał na dubel tej sekwencji z jego osobistym udziałem. Z Pinewood ekipa wyruszyła do Bilbao, gdzie nakręcono scenę ucieczki Bonda przez okno banku z sekwencji początkowej filmu. W kwietniu ekipa rozpoczęła kilkutygodniowy okres zdjęć pościgu motorówkami po Tamizie. W nakręceniu tej sceny użyto 35 łodzi, uzyskano też zezwolenie na rozwinięcie prędkości większej niż dopuszczalna podczas przejażdżek po rzece. W maju ekipa wyruszyła do Francji. We francuskich Alpach, udających Kaukaz, nakręcono sceny zimowe. W tym samym czasie zakamuflowana ekipa nakręciła kilka widoków w Stambule – oficjalna wizyta ekipy filmowej była ze względu na zagrożenie terrorystyczne niebezpieczna. Ekipa udała się późną wiosną do Azerbejdżanu gdzie nakręcono m.in. sceny na polach naftowych oraz plenery Baku i na Bahamy gdzie kręcono zdjęcia podwodne. Prace na planie zakończyły się 25 czerwca 1999 roku.
Zdjęcia do filmu kręcono na terenie pięciu krajów (Wielka Brytania, Hiszpania, Francja, Turcja i Azerbejdżan). Sceny początkowe powstały na tle nowoczesnego Muzeum Guggenheima w Bilbao w hiszpańskim Kraju Basków. W Hiszpanii wykorzystano też plenery w Cuenca (region Kastylia-La Mancha) oraz półpustynny rezerwat Bardenas Reales w prowincji Nawarra, który udawał ekranowy Kazachstan. W sekwencji londyńskiej pojawia się m.in. charakterystyczna siedziba brytyjskiego wywiadu SIS Building, budynek Millenium Dome nad Tamizą, Isle of Dogs czy lotnisko RAF Northolt. W Anglii kręcono również zdjęcia w Chatham (hrabstwo Kent), w Stowe i Halton House (Buckinghamshire), w rezydencji Luton Hoo pod Luton (Bedfordshire), Swindon (Wiltshire) czy na terenie rezerwatu Hankley Common (Surrey), a w Szkocji - na zamku w Eilean Donan. W filmie można zobaczyć prawdziwe pola naftowe w Baku, stolicy Azerbejdżanu. Jednakże większość scen rozgrywających się w tym kraju nakręcono gdzie indziej, m.in.  w Stambule (Pałacyk Küçüksu i Wieża Leandra). Zbocza Kaukazu w scenach narciarskich zagrały stoki Mont Blanc w okolicach francuskiego Chamonix. Natomiast rurociąg naprawdę znajduje się w górach Snowdonia w północnej Walii.